# Robert Andreen
Bernt Robert Andreen, född 5 februari 1943, är en svensk finansman och grundare av riskkapitalbolaget Nordic Capital 1989. Andreen är utbildad civilingenjör från Chalmers tekniska högskola, och innehar även en doktorsexamen i Industriellt Management. Efter olika positioner på SKF blev Robert Andreen ansvarig för diverse regionala riskkapitalfonder för att senare leda M&A-avdelningen på Svenska Handelsbanken.